# Anatolij Kuksov
Anatolij Jakovyč Kuksov (in ucraino Анатолій Якович Куксов?, in russo Анатолий Яковлевич Куксов?, Anatolij Jakovlevič Kuksov; Vorošilovgrad, 21 novembre 1949 – Luhans'k, 4 gennaio 2022) è stato un calciatore e allenatore di calcio sovietico, dal 1991 ucraino, di ruolo centrocampista.

## Carriera

### Club
Durante la sua carriera ha giocato solo con lo Zorja, con cui conta 489 presenze e 87 reti.

### Nazionale
Conta 8 presenze con la nazionale sovietica.

## Palmarès

### Giocatore

#### Club
- Campionato sovietico: 1

Zorja: 1972

#### Nazionale
- Bronzo olimpico: 1

Monaco di Baviera 1972